# Peluda d'Aràbia
La peluda d'Aràbia (Arnoglossus arabicus) és un peix teleosti de la família dels bòtids i de l'ordre dels pleuronectiformes
present des de les costes del Golf d'Aden fins al sud d'Oman.
Pot arribar als 10,5 cm de llargària total.